# Serra dos Pireneus
A Serra dos Pireneus é uma formação planáltica localizada em Goiás, entre os municípios de Pirenópolis, Corumbá de Goiás e Cocalzinho de Goiás.
A serra delimita a borda do Planalto Central e divide as bacias Tocantinense e Platina. Seu pico é um dos pontos mais altos do estado, atingindo 1385 m de altitude.

## Geografia
Localizada a apenas 20 km do centro de Pirenópolis, a imponente serra constitui um divisor continental das bacias dos rios Tocantins e Paraná. De seu alto nascem dezenas de córregos, que de um lado formam o Rio Corumbá e do outro o Rio das Almas. Mais ao norte, o Rio das Almas desemboca no Rio Tocantins, enquanto o Rio Corumbá é afluente do Paranaíba, na bacia Paraná, que faz parte da bacia Platina, a segunda maior bacia hidrográfica do planeta.
A região serrana compreende áreas de campo sujo, campo limpo, campo úmido, floresta de galeria, vereda, cerrado e cerradão (floresta úmida semidecídua). Compreende também as notórias formações rupestres da serra. Os Três Picos e o Morro Cabeludo se destacam entre essas formações, devido aos 1385 m de altitude no topo do Pico dos Pireneus. Nessas formações pré-cambrianas predomina o quartzito micáceo, uma rocha metamórfica de origem sedimentar, importante recurso mineral utilizado na construção civil. Essa rocha também é conhecida como xisto quartzífero ou, mais popularmente, Pedra de Pirenópolis.
As mais de 26 cachoeiras de águas que nascem na serra constituem um importante atrativo turístico. Apesar de sua importância econômica, o turismo pode estar causando impactos ambientais na região, da mesma forma que a exploração desordenada de seus recursos minerais e a agropecuária.

## Flora e fauna
Rica e diversificada, a flora e fauna constitui uma importante riqueza da Serra dos Pireneus. Ao longo das encostas pode-se encontrar espécies vegetais rupestres como orquídeas e bromélias, e avistar aves rapinas de altas atltitudes como urubus-reis e gaviões. Também pode-se observar araras azuis, araras amarelas, codornas-silvestres, pica-paus da cabeça-amarela, além de uma infinidade de beija-flores e de outras aves.
Entre tantas árvores e ervas nativas pode-se citar mamacadela, bacupari, jatobá, cajuzinho-do-cerrado, poliana, pau-terra, guaçatonga ou erva-de-teiú, bate-caixa ou douradão, pau-papel, maminha-de-porca, araçá, douradinha e cafezinho-do-mato. Várias espécies, especialmente herbáceas, estão ameaçadas pela criação de gado, que pasta em ambientes frágeis e desestrutura seu desenvolvimento e seus ciclos.
Outro fator de desequilíbrio é a introdução de espécies exóticas, com destaque para a Brachiaria sp, espécie africana introduzida no cerrado brasileiro como pastagem que tem dominado os campos da região. Cita-se também agaves, pinheiros e araucárias utilizadas na arborização de certas pousadas, que desconfiguram a paisagem natural do ambiente. Essa estética duvidosa pode estar causando desvios ecológicos, como por exemplo nas relações de polinizador/espécie ou animal/alimento.
Outros exemplos de animais que podem ser encontrados na serra são teiús, veados, tucanos, micos-sagüis, macacos-prego, raposas, lobos-guará, seriemas, anfíbios como os dendrobatidaes, além de cobras-cipós e outras serpentes.

## História e cultura
Além das belezas naturais, a Serra dos Pireneus constitui um importante sítio histórico, que abriga ruínas de um pequeno povoado e de minas de ouro. As minas de Meia-Ponte, no sítio da atual Pirenópolis, foram fundadas nos contrafortes dos Pireneus por volta de 1730. A partir de então os caminhos abertos na região passaram a fazer parte das mais importantes rotas comerciais do interior do país.
No cume do Pico dos Pireneus assenta-se uma pequena capela dedicada à Santíssima Trindade. Ela foi construída em alvenaria em 1935 para substituir a capela anterior, em madeira, destruída por um vendaval naquele mesmo ano. A de madeira fora erigida em 1927.